# قلعه قمرود
قلعه قمرود مربوط به دوره صفوی - دوره قاجار است و در شهرستان قم، بخش مرکزی، روستای قمرود واقع شده است. این اثر در فهرست آثار ملی به ثبت نرسیده است.